# Église indonésienne Bethel
L'Église indonésienne Bethel (indonésien : Gereja Bethel Indonesia) est une association chrétienne évangélique d'églises pentecôtistes, membre de l’Église de Dieu (Cleveland). Son siège est situé à Jakarta, Indonésie. Son président est Rubin Adi Abraham.

## Histoire
L'Église indonésienne Bethel a ses origines dans une mission américaine de l’église Bethel Temple à Seattle en 1921. L’église est fondée sous le nom de Bethel Full Gospel Church en 1952 à Sukabumi. En 1967, elle devient membre de l’Église de Dieu (Cleveland). Elle prend le nom de d’Église indonésienne Bethel en 1970. En 2003, l’église inaugure un temple de 10.000 places à Jakarta. En 2012, elle compterait 5.000 églises, 3 millions de membres dans le pays et 100.000 à l’étranger.